# Koromandelské pobřeží

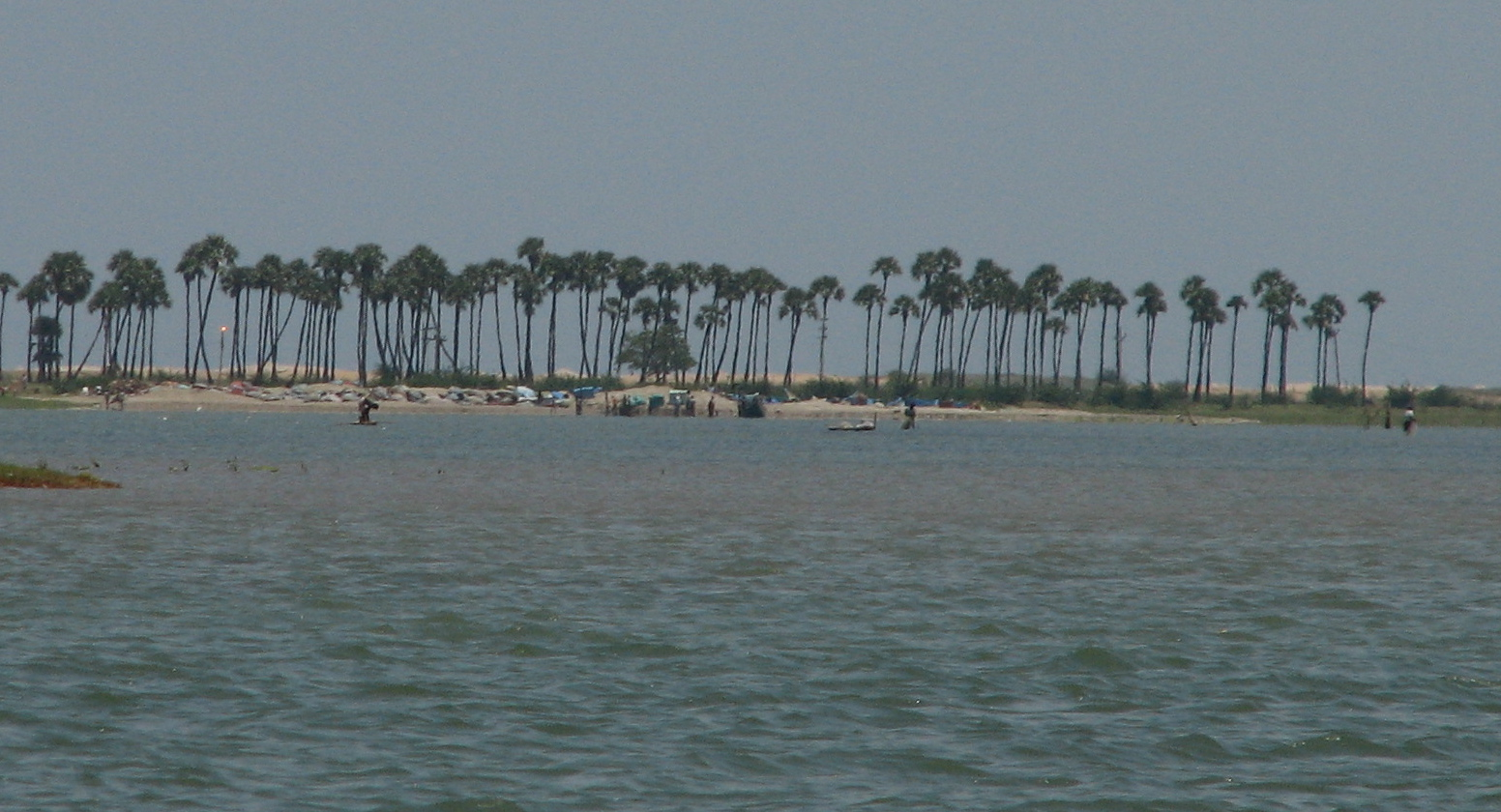
Rybářský tábor u jezera Pulikat

Koromandelské pobřeží (anglicky Coromandel Coast, tamilsky சோழ மண்டல) je region v indických státech Tamilnádu a Ándhrapradéš, úzký pruh země mezi Bengálským zálivem a úpatím Východního Ghátu. Táhne se v délce okolo 1000 km od delty řeky Krišna na severu po mys Komorin na jihu.

## Geografie
Krajina je úrodná, pěstuje se bavlník, cukrová třtina, rýže setá a palma kokosová. Nacházejí se zde stálezelené lesy s damarovníkem a kulčibou i pobřežní mangrovy. Na Koromandelském pobřeží ústí do moře řeky Kávérí a Pennar, brakické jezero Pulikat je chráněným územím jako hnízdiště vodních ptáků, na jeho břehu se nachází kosmodrom Šríharikota. Významnými přístavy jsou Čennaí a Nellúru, ve městě Kalpakkam byla roku 1984 zprovozněna první jaderná elektrárna v Indii.

## Historie
Oblast byla známá jako „země chrámů“, Portugalci jí dali název Coromandel z domorodého výrazu „Čóla mandalam“ (panství Čólů). Od 16. století zde docházelo ke kontaktům mezi Indy a Evropany, Francouzi ovládli Puduččéri a Karaikal, Dánové Tarangambadi, Portugalci Nákappattinam, Nizozemci Sadras a Britové Masulipatnam a Fort St. George. Roku 1652 zde Britská Východoindická společnost zřídila Madráské prezidentství. V roce 1947 se Koromandelské pobřeží stalo součástí nezávislého indického státu s výjimkou Puduččéri, které Indové zabrali až roku 1954. V roce 2004 bylo pobřeží zdevastováno vlnou tsunami v důsledku zemětřesení v Indickém oceánu 2004.
Místní přístavy byly známé obchodováním s čínským šelakem, který dostal název koromandelský lak. Podle pobřeží byly pojmenovány čtyři britské lodě HMS Coromandel, jedna z těchto lodí roku 1820 objevila Koromandelský poloostrov na Novém Zélandu, který podle ní dostal název.